# Кордильера-де-Чичас
Кордильера-де-Чичас (исп. Cordillera de Chichas) — горный хребет в департаменте Потоси в южной Боливии. Вместе с грядой Кордильера-де-Липес составляют южную часть боливийской Кордильера-Сентраль. Хребет делится на две части: западная гряда Чичас-Оэсте и восточная гряда Чичас-Эсте.

## Чичас-Оэсте
Горы Чичас-Оэсте тянутся с северо-запада на юго-восток от солёного озера Уюни к западу от линии Туписа — Котагаита, протяжённостью около 120 км и шириной 50 км. Здесь расположены самые высокие пики Кордильера-де-Чичас: от Серро-Уанчака (5950 м) на северо-западе через Серро-Тасна (5805 м) до Чоролке (5614 м) на юго-востоке. Из-за большой высоты и небольшого количества осадков этот участок Кордильер-де-Чичас безлюден, но богат минеральными ресурсами. В отдалённых районах Чичас-Оэсте расположено множество горнодобывающих шахт.

## Чичас-Эсте
Горы Чичас-Эсте тянутся с севера на юг примерно от Котагаита к югу от города Туписа. Эта восточная часть хребта Кордильера-де-Чичас имеет более чёткую структуру, чем Чичас-Оэсте. Здесь находится несколько крупных рек и с севера на юг проходят дороги. У горных хребтов есть такие названия, как Серрильос, Сан-Телмо, Лас-Каньяс, Ингре, Уанкая, каипипенди и Серрана-де-Агараге.
Некоторые горные гряды Чичас-Эсте, возвышающиеся над долины в окрестностях Туписа, обладают причудливой формой и имеют разные оттенки красного цвета.

## Галерея

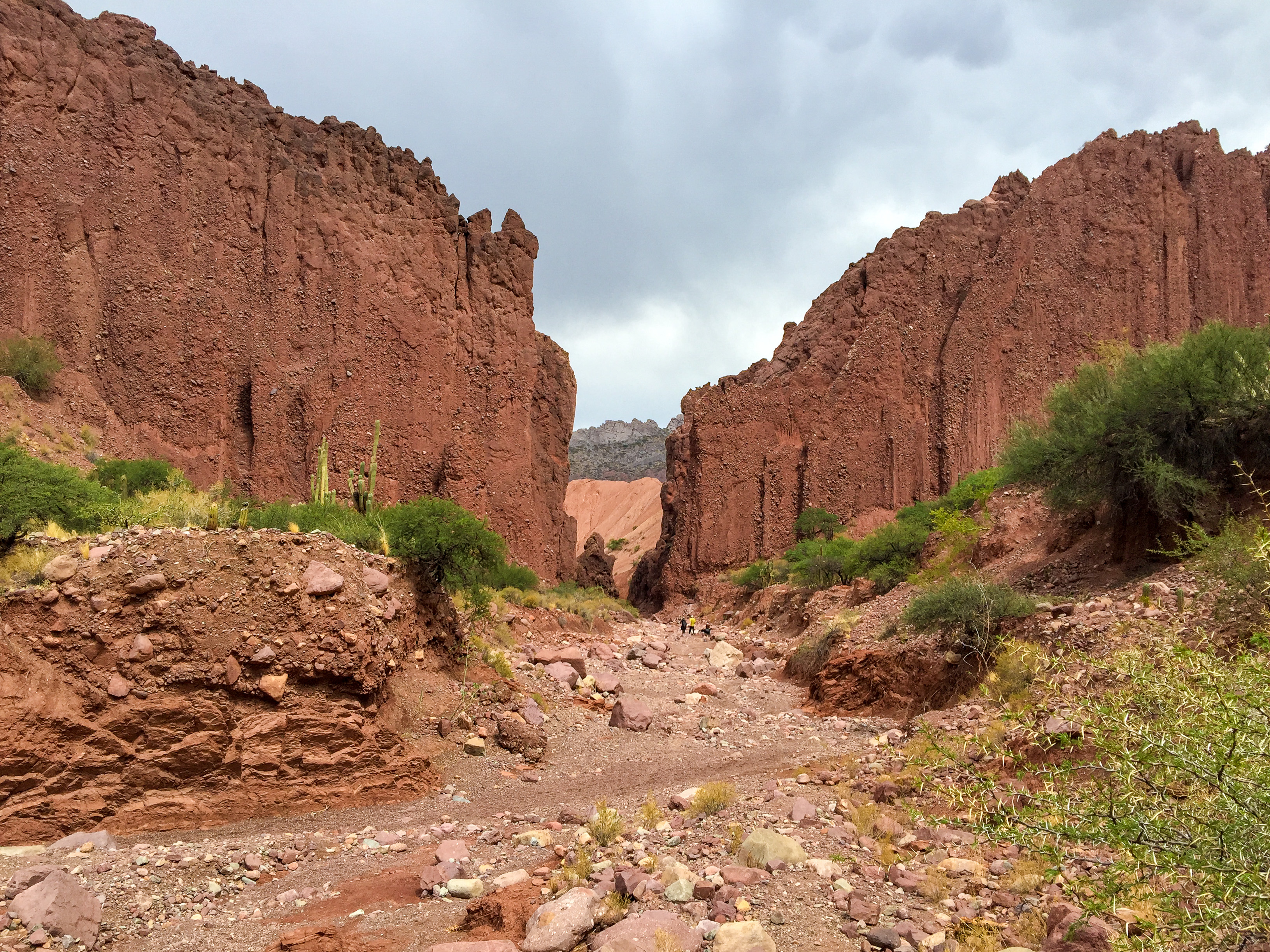
Каньон Дуэнде
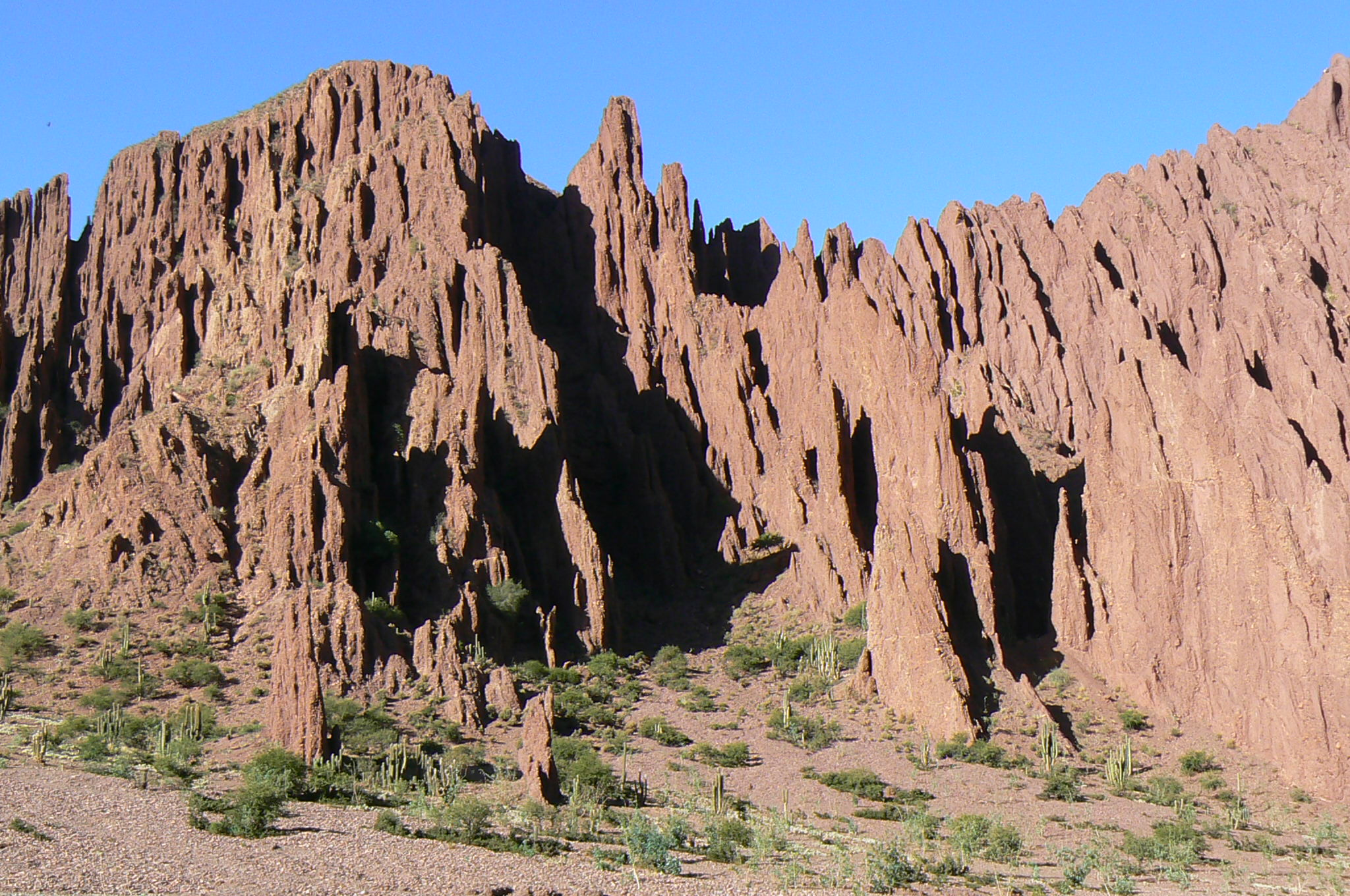
Эль-Силлар или Долина Луны
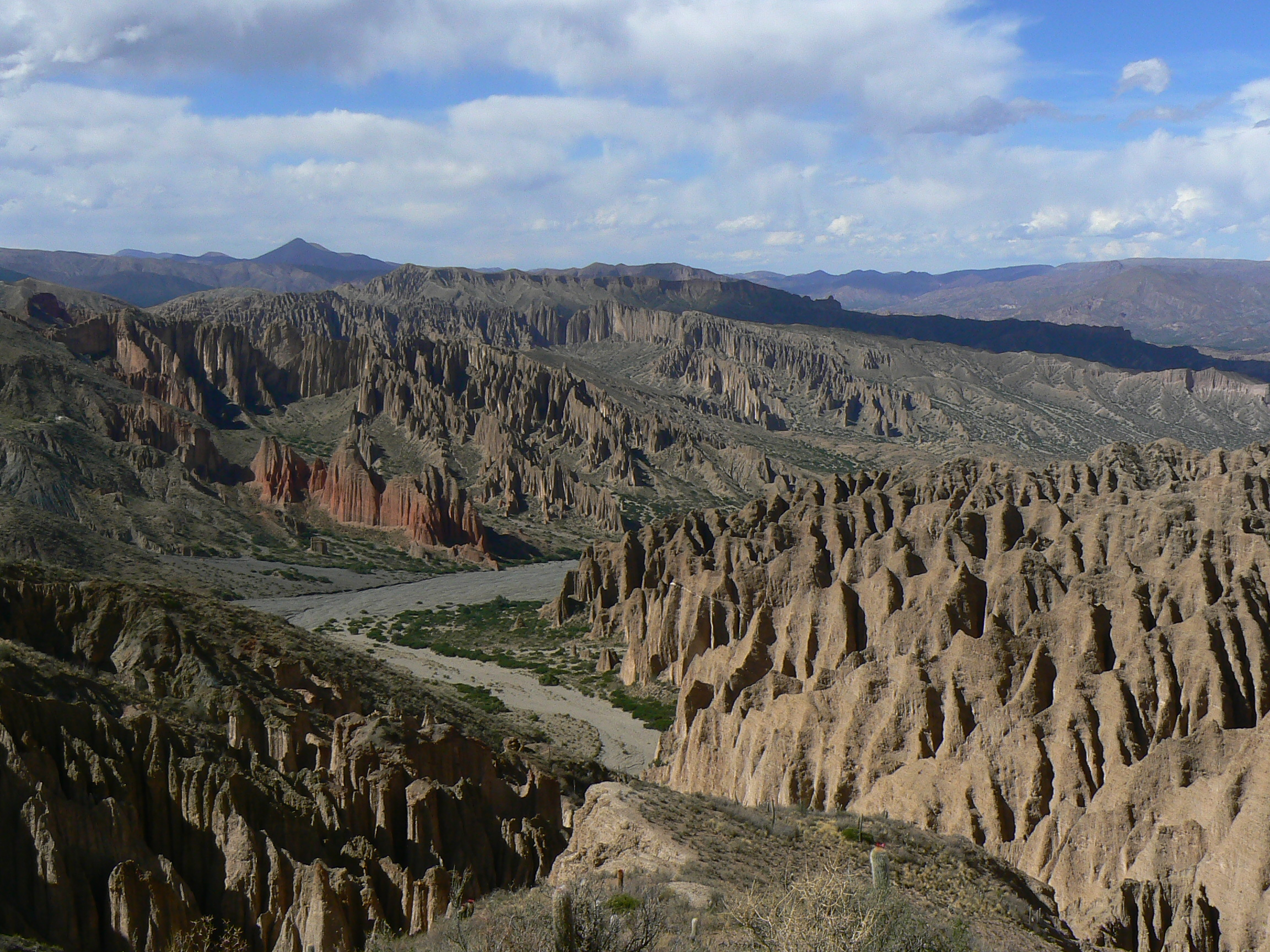
Эль Силлар или Долина Луны